# Mușca, Alba

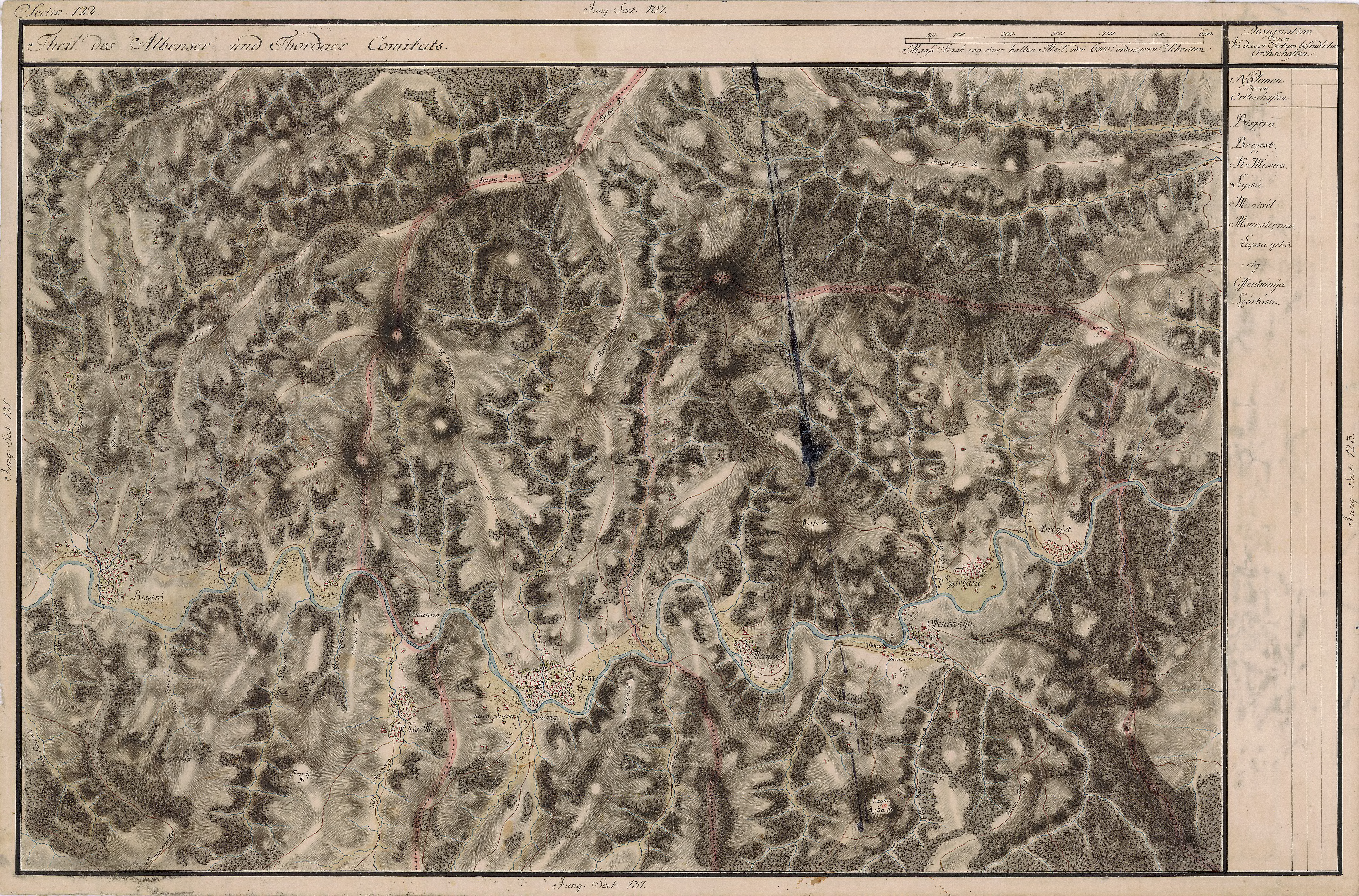
Muşca pe Harta Iosefină a Transilvaniei, 1769-1773 (Sectio 122)

Mușca este un sat în comuna Lupșa din județul Alba, Transilvania, România.

## Așezare
Satul Mușca este situat în partea nord-vestică a județului Alba, în Munții Apuseni pe cursul mijlociu al Arieșului, cu o suprafață de 2.584,74 ha. În partea de vest-nord-vest satul Mușca se învecinează cu Bistra, în nord cu satul Mănăstire, în nord-est cu satul Hădărău, în est cu satul Geamăna, în sud cu comuna Bucium, iar în sud-vest cu Roșia Montană. Localitatea este situată la  o distanță de 12 km de Baia de Arieș și 12 km de orașul Câmpeni.

## Istoric
Descoperirile întâmplătoare confirmă prezența locuitorilor pe raza satului încă din timpul comunei primitive. În perioada ocupației romane a Daciei, din prundișurile Arieșului s-a extras aur. 
Actuala formă administrativă a așezării a luat ființă în anul 1950,

## Geografie

### Relief
Satul Mușca se află situat într-o zonă relativ înaltă, în Munții Metaliferi, la poalele sudice a Masivului Vârșii Mari(1.282 m), fiind înconjurat de Dealului Munceluș (878 m) în est, Dealulul Bunalasa în nord-est, dealul Frunți în vest, iar în partea nordică de albia Arieșului. În general, înălțimile de pe teritoriul satului variază între 520 m la nivelul Văii Arieșului și 1.282 m în Masivul Vârșii Mari. Munții Metaliferi au înălțimi mici în jur de 1200–1500 m.

### Climă
Din punct de vedere climatic Mușca se caracterizează printr-un climat temperat moderat, aflat sub influențe vestice (oceanice) și uneori, iarna, sub influențe nordice de origine polară. Muntele determină zonalitatea verticală a tuturor elementelor climatice evidențiindu-se astfel un etaj climatic de munți cu înălțime redusă (cu păduri) și munți înalți.
Alți factori ce influențează climatul local sunt legați de particularitățile suprafeței active, în aceste condiții elementele climatice variază astfel:
Temperatura aerului se diferențiază teritorial în raport de altitudine. Astfel temperatura medie anuală variază între 6 °C în zona depresionară ,4 °C în zona montană joasă (până la 1300–1400 m) și este în jur de 2 °C în zona montană înaltă (de peste 1500 m).
Cele mai scăzute temperaturi se produc în ianuarie când temperatura variază între -4 °C si -8 °C.
În luna iulie se înregistrează cele mai ridicate valori ale temperaturii, în medie de 12 °C-18 °C, diferențiate pe cele 3 etaje: depresionar 16 °C-18 °C, munte înalt12 °C-14 °C sau poate chiar sub 12 °C.
Zilele cu diferite caracteristici termice cunosc de asemenea o zonalitate altitudinală.
•	Zilele de iarnă (temperatura maximă ≤0 °C)
•	Zilele de îngheț (temperatura minimă ≤0 °C)
•	Zilele de vară (temperatura maximă ≥25 °C)
Mușca fiind situată la adăpostul Munților Apuseni, se află și la adăpost față de circulația predominantă a ceții ceea ce face ca aici calmul atmosferic să aibă un procent ridicat peste 60%, evidențiindu-se un topoclimat de adăpost.
Vânturile predominante sunt dinspre vest-sud-vest în zona depresionară și vest-nord-vest în zona montană înaltă.

## Hidrografie

### Apele subterane
Particularitățile litofagice de relief și de climă determină o repartiție regională a apelor subterane. Astfel în cadrul satului se identifică regiuni cu apă subterană cât și fără apă subterană. Regiunile cu apă subterană sunt prezente în formațiunile cu pietrișuri și nisipuri din luncile aluvionare ale Arieșului și a afluenților săi. Deoarece mai există și în zonele cu roci fisurate din Munții Metaliferi. Regiunile fără ape subterane sunt alcătuite din șisturi cristaline mezozoice.

### Ape de suprafață
Arieșul unul din principalele râuri ale Apusenilor(164 km), ce străbate satul Mușca în partea de nord. Valea Mușcanilor reprezintă principalul curs de apă de pe raza satului, cu principalele izvoare în Masivul Varșii Mari, Curmătura și Munceluș.
Ca afluenți se pot aminti următoarele păraie:
- pârâul Lupului;
- pârâul Măscăteasa;
- pârâul Buhești;
- pârâul Ghiurchii
- pârâul Saivan

## Flora și fauna
Flora Diversitatea reliefului ca și a structurii geologice de pe teritoriul satului se reflectă direct în alcătuirea vegetației. La cele mai mari înălțimi se întâlnește etajul alpin reprezentat prin pajiști alpine alcătuite din gramine microterme ca Festuca sapina, Agrostis rupestris, funcus trifidus. Adeseori aceste pajiști sunt degradate în urma pășunatului excesiv .
Fauna este răspândită în funcție de vegetație, astfel în etajul alpin este prezentată acvila, gaița de munte, forfecuța, dintre păsări, cerbul, porcul mistreț dintre mamifere. În etajul făgetelor putem aminti căprioara, veverița , mistrețul, lupul, vulpea dintre mamifere, mierla, cinteza, gaița, cucul, dintre păsări. Peștii întâlniți pe raza satului Mușca sunt: păstrăv, clean, scobar, lipan.

## Solurile
Se prezintă diferențiat în funcție de substratul litologic, vegetație, înălțime, orientarea versanților etc. Tipurile de sol prezente pe raza satului sunt:
-Soluri brune acide montane
-Soluri brune potzolice friiluviale
-Potzoluri
-Soluri aluviale de luncă
-Solurile din zona montană sunt slab fertile ele nefiind introduse în circuitul arabil, rămănând ocupate de păduri sau tufișuri. Solurile din lunci sau terasele Arieșului au o fertilitate mai ridicată, utilizându-se pentru cultivarea plantelor cum sunt cartoful, porumbul și legumele.

## Demografie
În urma rezultatelor recensământului desfășurat în anul 2004, furnizate de Direcția Regională de Statistică Alba, populația totală a satului Mușca și celelalte sate arondate a fost de 1350.

## Economia
Sistemul de sănătate:
Este reprezentat de 1 Cabinet Medical Individual (medic de familie). 
Unități economice care-și desfășoară activitatea pe raza satului sunt: Cuprumin Abrud care în proporție de peste 90 % este amplasat pe raza satului. În cadrul satului există un număr de 2 gatere, pentru debitat material lemnos și 2 banzicuri, iar de curând s-a deschis un punct de alimentare cu benzină și motorină "OIL BOCSA" chiar la intrare în satul Mușca, la pod.
Servicii publice
Datorită procentului de 35% din populația totala a comunei Lupșa, s-a înființat un punct de lucru al Primăriei Comunei Lupșa, având un compartiment de Agricol și unul de Impozite și Taxe Locale.
S-a creat cu ajutorul Autorității Națională pentru Administrare și Reglementare în Comunicații un telecentru prin care se poate avea acces la internet, fax internațional și telefonie la prețuri foarte mici.        Volumul de instalații deservit la nivelul satului poate fi structurat după cum urmează: linie electrică subterană 20 KV-0,2 km, linie electrică subterană 0,4 Kv-0,7 km, linie electrică aeriană 0,4 KV-23 km, linie electrică aeriană 20kv ,10 km, 3 posturi de transformare. Problemele cu care se confruntă societatea sunt cele cauzate de vechimea cablurilor electrice subterane 0,4 kv și aeriene, majoritatea având durata de viață normală depășită, astfel că apar foarte multe defecțiuni care, pe lângă cheltuielile foarte mari de întreținere creează un disconfort mare populației în momentul defecțiunii lor. Perspectivele pe care le are în vedere societatea sunt înlocuirea unor cabluri electrice subterane, modernizarea unor posturi de transformare și refacerea branșamentelor cu blocuri de măsură și protecție.

## Transporturile
- Stație de cale ferată a Mocăniței (haltă în prezent inactivă).
- Zona de transport rutier este bine reprezentată pe raza satului. Ea este acoperită de SC "Arieșul" trans SA; SC "Crinul Arieș" SA, și persoane fizice deținătoare de autorizații de funcționare pentru activitatea de transport marfă și călători. Se disting următoarele categorii de drumuri:

a)	străzi;
b)	drumuri comunale = 20 km ;
c)	drumuri forestiere = 3 km.

## Telecomunicații

#### Telefonie fixă și mobilă
În Satul Mușca legăturile telefonice sunt în sistem GSM (Orange, Vodafone și Cosmote) și în rețeaua Romtelecom.

#### Mass-media
Frecvențele de radio care se recepționează în satul Mușca sunt: unde lungi, medii, scurte și ultrascurte.	
- televiziunea națională = 821 abonați
- rețea cablu = 620 abonați
Internet
În satul Musca există un număr de 50 de abonați la rețeaua de internet.

## Cultură și culte

### Învățământ
Sistemul de educație și învățământ.
Este reprezentat de Școala Generală Mușca cu un număr de 145 elevi și 15 preșcolari.  

### Cultură
Există un cămin cultural, cu un număr de 150 locuri. 

### Culte
La capitolul culte se poate aminti Biserica Ortodoxă cu hramul „Sf. Mihail și Gavril”.